# Campeonato Sergipano de Futebol de 2019 - Série A2
O Campeonato Sergipano da Série A2 de 2019 foi a 31ª edição do torneio e corresponde à segunda divisão do futebol do estado de Sergipe em 2019.

## Previsões do campeonato
Depois de a competição tomar as maiores proporções da sua história desde 2014 e de ter mostrado uma grande competitividade em 2015 a 2018 a segunda divisão estadual de 2019 pretender ser bem equilibrada. Isso porque apenas um clube conquistará o acesso.
Com as novas medidas tomada pela Federação Sergipana de Futebol de profissionalizar cada vez mais o futebol de Sergipe, muitos clubes tradicionais do estado correm atrás a se adequar as exigências e participar do certame..

## Transmissões
A competição teve transmissão ao vivo de um jogo por rodada, através da TV FSF em parceria com o aplicativo MyCujoo.

## Formato e regulamento
O Campeonato foi disputado em quatro fases: Primeira Fase', Quartas de Finais, Semifinais e Final.
Na Primeira Fase, os 18 (dezoito) clubes serão divididos em dois grupos de nove equipes, definidos pelo critério geográfico. Os clubes jogarão entre si dentro do grupo, em partidas de ida, totalizando 8 partidas para cada clube, classificando-se os quatro primeiros colocados de cada grupo para as quartas de finais. Em caso de empate em pontos ganhos entre dois ou mais clubes ao final da Primeira Fase, o desempate, para efeito de classificação, será efetuado observando-se os critérios abaixo:
1. Maior número de vitórias;
2. Maior saldo de gols;
3. Maior número de gols pró;
4. Confronto direto (entre dois clubes somente);
5. Sorteio.

Nas Quartas de Finais, os oito clubes qualificados jogarão partidas únicas, com mando de campo do clube com melhor colocação na Primeira Fase, nos seguintes grupos:
- GRUPO C: 1° Colocado do Grupo A x 4° Colocado do Grupo B
- GRUPO D: 2° Colocado do Grupo A x 3° Colocado do Grupo B
- GRUPO E: 1° Colocado do Grupo B x 4° Colocado do Grupo A
- GRUPO F: 2° Colocado do Grupo B x 3° Colocado do Grupo A

Em caso de empate em pontos e saldo de gols ao final da partida, as equipes decidirão a classificação em disputa de pênaltis.
Nas Semifinais, os quatro clubes qualificados jogarão ida e volta, com mando de campo do para o clube com melhor campanha somando a Primeira Fase e Quartas de Finais, nos seguintes grupos:
- GRUPO G: Classificado do Grupo C x Classificado do Grupo F
- GRUPO H: Classificado do Grupo D x Classificado do Grupo E

Em caso de empate em pontos e saldo de gols ao final da segunda partida, as equipes decidirão a classificação em disputa de pênaltis.
Na Final, os clubes vencedores do confronto semifinal jogarão em partida única com mando de campo para o clube com melhor campanha somando a Primeira Fase, Quartas de Finais e Semifinais na Arena Batistão. Em caso de empate, haverá disputa de pênaltis para decidir o campeão.
O campeão garante vaga na Série A1 2020.

## Equipes participantes

### Rebaixados
| Pos. | Rebaixados da Série A1 de 2018 |
| ---- | ------------------------------ |
| 9º   | Amadense                       |
| 10º  | Socorrense                     |

Abaixo a lista dos clubes interessados a participar do campeonato que acontecera no segundo semestre de 2019. As equipes terá sua participação confirmada pela Federação Sergipana de Futebol e poderá haver desistência de algum clube até o inicio da competição.
| Baixa | Equipes rebaixadas da Série A1 de 2018 |

## Primeira fase

### Grupo A
| Pos | Times                | Pts | J | V | E | D | GP | GC | SG  |
| --- | -------------------- | --- | - | - | - | - | -- | -- | --- |
| 1   | América de Pedrinhas | 22  | 8 | 7 | 1 | 0 | 28 | 5  | +23 |
| 2   | Socorro              | 16  | 8 | 5 | 1 | 2 | 14 | 13 | +1  |
| 3   | Boquinhense          | 13  | 8 | 3 | 4 | 1 | 16 | 7  | +9  |
| 4   | Botafogo-SE          | 11  | 8 | 3 | 2 | 3 | 11 | 9  | +2  |
| 5   | Amadense             | 11  | 8 | 3 | 2 | 3 | 5  | 8  | -3  |
| 6   | Socorrense           | 11  | 8 | 3 | 2 | 3 | 11 | 18 | -7  |
| 7   | Estanciano           | 10  | 8 | 2 | 4 | 2 | 15 | 14 | +1  |
| 8   | Desportiva Barra     | 3   | 8 | 1 | 0 | 7 | 8  | 19 | -11 |
| 9   | Aracaju              | 3   | 8 | 1 | 0 | 7 | 4  | 17 | -13 |

|                 | AMA   | AEC   | ARA   | BOQ   | BOT   | DBA   | EST   | SSC   | SOC   |
| --------------- | ----- | ----- | ----- | ----- | ----- | ----- | ----- | ----- | ----- |
| Amadense        | —     | —     | —     | —     | —     | 1 – 0 | 1 – 0 | 0 – 2 | 1 – 1 |
| América de Ped. | 3 – 0 | —     | —     | 1 – 1 | —     | —     | —     | 7 – 1 | 5 – 0 |
| Aracaju         | 1 – 0 | 0 – 3 | —     | 0 – 3 | —     | —     | —     | —     | 0 – 1 |
| Boquinhense     | 1 – 1 | —     | —     | —     | —     | 3 – 0 | —     | 0 – 1 | 5 – 1 |
| Botafogo-SE     | 0 – 1 | 1 – 3 | 2 – 1 | 1 – 1 | —     | —     | —     | —     | —     |
| Desportiva      | —     | 1 – 2 | 2 – 1 | —     | W.O.  | —     | 3 – 5 | —     | —     |
| Estanciano      | —     | 1 – 4 | 3 – 0 | 2 – 2 | 1 – 1 | —     | —     | —     | —     |
| Socorro         | —     | —     | 3 – 1 | —     | 0 – 3 | 1 – 0 | 1 – 1 | —     | —     |
| Socorrense      | —     | —     | —     | —     | 2 – 0 | 3 – 2 | 2 – 2 | 1 – 3 | —     |

|  |                     |  |        |  |                      |
|  | Vitória do Mandante |  | Empate |  | Vitória do Visitante |

#### Rodadas na liderança e lanterna
Em negrito, os clubes que mais permaneceram na liderança.
| Liderança | Liderança | Liderança | Liderança | Liderança | Liderança | Liderança | Liderança | Liderança |
| --------- | --------- | --------- | --------- | --------- | --------- | --------- | --------- | --------- |
| 1         | 2         | 3         | 4         | 5         | 6         | 7         | 8         | 9         |
| AMÉRICA   |           |           |           |           |           |           |           |           |
| Lanterna  |           |           |           |           |           |           |           |           |
| 1         | 2         | 3         | 4         | 5         | 6         | 7         | 8         | 9         |
| ARA       | DBA       | ARACAJU   | ARACAJU   | ARACAJU   | ARACAJU   | ARACAJU   | ARACAJU   | ARACAJU   |

### Grupo B
| Pos | Times                | Pts | J | V | E | D | GP | GC | SG  |
| --- | -------------------- | --- | - | - | - | - | -- | -- | --- |
| 1   | Maruinense           | 22  | 8 | 7 | 1 | 0 | 16 | 2  | +14 |
| 2   | Atlético Gloriense   | 21  | 8 | 7 | 0 | 1 | 14 | 6  | +8  |
| 3   | América de Propriá   | 13  | 8 | 4 | 1 | 3 | 14 | 12 | +2  |
| 4   | Força Jovem Aquidabã | 13  | 8 | 4 | 1 | 3 | 8  | 10 | -2  |
| 5   | Rosário Central      | 11  | 8 | 3 | 2 | 3 | 11 | 7  | +4  |
| 6   | Coritiba-SE          | 7   | 8 | 2 | 1 | 5 | 6  | 10 | -4  |
| 7   | Santa Cruz           | 7   | 8 | 2 | 1 | 5 | 9  | 14 | -5  |
| 8   | Propriá              | 5   | 8 | 1 | 2 | 5 | 5  | 15 | -10 |
| 9   | Canindé              | 4   | 8 | 1 | 1 | 6 | 10 | 18 | -8  |

|                      | AFC   | AQB   | CAN   | CTB   | GLO   | MAR   | PRO   | RCE   | STC   |
| -------------------- | ----- | ----- | ----- | ----- | ----- | ----- | ----- | ----- | ----- |
| América de Propriá   | —     | 0 – 0 | —     | 2 – 0 | —     | 0 – 1 | —     | —     | 3 – 1 |
| Força Jovem Aquidabã | —     | —     | 2 – 1 | —     | 0 – 1 | —     | 1 – 0 | 1 – 0 | —     |
| Canindé              | 3 – 5 | —     | —     | —     | —     | 0 – 4 | 3 – 0 | —     | 1 – 2 |
| Coritiba-SE          | —     | 2 – 0 | 2 – 0 | —     | 2 – 4 | —     | —     | 0 – 1 | —     |
| Gloriense            | 4 – 3 | —     | 1 – 0 | —     | —     | —     | 2 – 0 | 1 – 0 | —     |
| Maruinense           | —     | 5 – 1 | —     | 1 – 0 | 1 – 0 | —     | —     | —     | 1 – 0 |
| Propriá              | 0 – 1 | —     | —     | 2 – 0 | —     | 1 – 1 | —     | —     | 1 – 5 |
| Rosário Central      | 3 – 0 | —     | 2 – 2 | —     | —     | 0 – 2 | 1 – 1 | —     | —     |
| Santa Cruz           | —     | 1 – 3 | —     | 0 – 0 | 0 – 1 | —     | —     | 0 – 4 | —     |

|  |                     |  |        |  |                      |
|  | Vitória do Mandante |  | Empate |  | Vitória do Visitante |

#### Rodadas na liderança e Lanterna
Em negrito, os clubes que mais permaneceram na liderança.
| Liderança | Liderança  | Liderança  | Liderança  | Liderança  | Liderança  | Liderança  | Liderança  | Liderança  |
| --------- | ---------- | ---------- | ---------- | ---------- | ---------- | ---------- | ---------- | ---------- |
| 1         | 2          | 3          | 4          | 5          | 6          | 7          | 8          | 9          |
| CAN       | MARUINENSE | MARUINENSE | MARUINENSE | MARUINENSE | MARUINENSE | MARUINENSE | MARUINENSE | MARUINENSE |
| Lanterna  |            |            |            |            |            |            |            |            |
| 1         | 2          | 3          | 4          | 5          | 6          | 7          | 8          | 9          |
| PRO       | SANTA CRUZ | SANTA CRUZ | SANTA CRUZ | SANTA CRUZ | CANINDÉ    | CANINDÉ    | CANINDÉ    | CANINDÉ    |

## Segunda fase
Em itálico, os times que possuem o mando de campo no jogo do confronto e em negrito os times classificados.
|  | Quartas de final     | Quartas de final   | Quartas de final | Quartas de final |   |            | Semifinais         | Semifinais         | Semifinais         | Semifinais         |  |            | Final         | Final         | Final         | Final         |  |  |
|  | 5 e 6 de Outubro     | 5 e 6 de Outubro   | 5 e 6 de Outubro | 5 e 6 de Outubro |   |            | 12 e 13 de Outubro | 12 e 13 de Outubro | 12 e 13 de Outubro | 12 e 13 de Outubro |  |            | 26 de outubro | 26 de outubro | 26 de outubro | 26 de outubro |  |  |
|  |                      |                    |                  |                  |   |            |                    |                    |                    |                    |  |            |               |               |               |               |  |  |
|  | América EC           | 4                  | -                | 4                |   |            |                    |                    |                    |                    |  |            |               |               |               |               |  |  |
|  | Força Jovem Aquidabã | 1                  | -                | 1                |   |            |                    |                    |                    |                    |  |            |               |               |               |               |  |  |
|  | Força Jovem Aquidabã | 1                  | -                | 1                |   | América EC | 1                  | -                  | 1                  |                    |  |            |               |               |               |               |  |  |
|  |                      |                    |                  |                  |   | América EC | 1                  | -                  | 1                  |                    |  |            |               |               |               |               |  |  |
|  |                      | Socorro            | 0                | -                | 0 |            |                    |                    |                    |                    |  |            |               |               |               |               |  |  |
|  | Atlético Gloriense   | Socorro            | 0                | -                | 0 | 2          | -                  | 2                  |                    |                    |  |            |               |               |               |               |  |  |
|  | Atlético Gloriense   |                    |                  |                  |   | 2          | -                  | 2                  |                    |                    |  |            |               |               |               |               |  |  |
|  | Boquinhense          | 0                  | -                | 0                |   |            |                    |                    |                    |                    |  |            |               |               |               |               |  |  |
|  | Boquinhense          | 0                  | -                | 0                |   |            |                    |                    |                    |                    |  | América EC | 2             | -             | 2             |               |  |  |
|  |                      |                    |                  |                  |   |            |                    |                    |                    |                    |  | América EC | 2             | -             | 2             |               |  |  |
|  |                      | Maruinense         | 0                | -                | 0 |            |                    |                    |                    |                    |  |            |               |               |               |               |  |  |
|  | Maruinense           | Maruinense         | 0                | -                | 0 | 2          | -                  | 2                  |                    |                    |  |            |               |               |               |               |  |  |
|  | Maruinense           |                    |                  |                  |   | 2          | -                  | 2                  |                    |                    |  |            |               |               |               |               |  |  |
|  | Botafogo-SE          | 1                  | -                | 1                |   |            |                    |                    |                    |                    |  |            |               |               |               |               |  |  |
|  | Botafogo-SE          | 1                  | -                | 1                |   | Maruinense | 3                  | -                  | 3                  |                    |  |            |               |               |               |               |  |  |
|  |                      |                    |                  |                  |   | Maruinense | 3                  | -                  | 3                  |                    |  |            |               |               |               |               |  |  |
|  |                      | Atlético Gloriense | 2                | -                | 2 |            |                    |                    |                    |                    |  |            |               |               |               |               |  |  |
|  | Socorro              | Atlético Gloriense | 2                | -                | 2 | 2          | -                  | 2                  |                    |                    |  |            |               |               |               |               |  |  |
|  | Socorro              |                    |                  |                  |   | 2          | -                  | 2                  |                    |                    |  |            |               |               |               |               |  |  |
|  | América de Propriá   | 0                  | -                | 0                |   |            |                    |                    |                    |                    |  |            |               |               |               |               |  |  |

## Final
| Domingo, 20 de outubro | América de Pedrinhas | 2 – 0                  | Maruinense | Arena Batistão, Aracaju                                                      |
| 15:30                  |                      | Súmula FSF Borderô FSF |            | Público: 853 pagantes Renda: R$ 6.728,00 Árbitro: SE Thayslane de Melo Costa |

### Premiação
| Campeonato Sergipano de 2019 Série A2    |
| ---------------------------------------- |
| América de Pedrinhas Campeão (1º título) |